# Resonai
 (février 2023).
Resonai est une entreprise israélienne de développement de logiciel spécialisée en intelligence artificielle et en informatique spatiale (en),,,. Leurs produits permettent la création d'une représentation en trois dimensions de l'espace physique pour de nombreuses applications,,,. Elle a établi un partenariat avec Kajima Construction et Goldbeck,.

## Histoire
L'entreprise a été fondée en 2013 par Emil Alon, fondateur de Yowza Animation et Pebbles,,. Elle possède son siège social à Tel Aviv-Jaffa en Israël et des bureaux à San Francisco, en Californie.

## Sources
1. ↑  (en-US) « Resonai offers enterprises an AR-AI concierge for commercial buildings », sur VentureBeat, 19 novembre 2020 (consulté le 23 août 2022)
2. ↑  (en-US) Emily Gallagher, « Augmented Reality is No Longer a Real Estate Gimmick », sur Propmodo, 2 mai 2022 (consulté le 23 août 2022)
3. 1 2  (en) « Augmented Reality and Facilities: Smart Building Tech, Smart Machines Converge », sur designnews.com, 7 avril 2021 (consulté le 23 août 2022)
4. 1 2  (en-US) Diana Hope, « Is Smart Building Technology the Future of Sustainability? », sur Blue and Green Tomorrow, 17 mai 2022 (consulté le 23 août 2022)
5. 1 2  (en-US) Alex Nicoll, « Emil Alon sold his last startup to Facebook for $60 million. Now he’s back with an augmented reality startup that turns buildings into digital “platforms" », sur Business Insider (consulté le 23 août 2022)
6. ↑  (en-US) Jon Jaehnig, « AWE 2022 Day Two: The Floor Opens. Talks On Interoperability, Hardware, And Software | ARPost », sur arpost.co, 3 juin 2022 (consulté le 23 août 2022)
7. ↑  (en-US) Alex Harris, « Kajima taps Alice Technologies in Effort to Streamline Construction Scheduling », sur BuiltWorlds (consulté le 23 août 2022)
8. 1 2  (en) Calum Chace, « Artificial Intelligence and Digital Twins », sur Forbes (consulté le 23 août 2022)
9. ↑  (en-US) Gergana Mileva, « Resonai CEO Emil Alon Shares How Augmented Reality Will Transform The Modern Workforce | ARPost », sur arpost.co, 4 mai 2020 (consulté le 23 août 2022)